# Атлетски рекорди Словеније у дворани за мушкарце
Ово је списак атлетских рекорда Словеније у дворани за мушкарце у свим дисциплинама, које воде Међународна асоцијација атлетских федерација ИААФ, Европска атлетска асоцијација ЕАА и Атлетски савез Словеније АЗС. Приказано је стање рекорда на дан 26. јун 2016.
| Дисциплина        | Резултат                                                                                                 | Име                                                                             | Датум                | Такмичење   | Место, Држава                 | Бел.               |
| ----------------- | --- | ------------------------------------------------------------------------------- | -------------------- | ----------- | ----------------------------- | ------------------ |
| 50 м              | 5,83 | Урбан Ацман -76                                                                 | 23. фебруар 1999     |             | Обон, Француска               |                    |
| 60 м              | 6,58 | Матиц Осовникар -80                                                             | 5. март 2004.        | СП 2004.    | Будимпешта, Мађарска          | [ 1 ]              |
| 60 м              | 6,58 | Матиц Осовникар -80                                                             | 10- март 2006.       | СП 2006.    | Москва, Русија                | [ тражи се извор ] |
| 200 м             | 20,77 | Матиц Осовникар -80                                                             | 14. март 2003.       | СП 2003.    | Бирмингем, Велика Британија   | [ 2 ]              |
| 400 м             | 46,32 | Лука Јанежић -95                                                                | 12. фебруар 2016     | Гугл митинг | Линц, Аустрија                | [ 3 ]              |
| 800 м             | 1:46,96                                                                                                  | Рудолф Жан - 93                                                                 | 31. јануар 2013      | Гугл митинг | Линц, Аустрија                | [ 4 ]              |
| 1.000 м           | 2:27,98 +                                                                                                | Цене Шубиц -85                                                                  | 19. јануар 2007.     |             | Москва, Аустрија              |                    |
| 1.500 м           | 3:43,22                                                                                                  | Митја Кревс -89                                                                 | 7. март 2014.        | СП 2014.    | Сопот, Пољска                 | [ 5 ]              |
| 3.000 м           | 7:55,97                                                                                                  | Броштајн Буч -80                                                                | 31. јануар 2003.     |             | Ерфурт, Немачка               |                    |
| 60 м препоне      | 7,64 | Дамјан Златнар - 77                                                             | 29. јануар 2008.     |             | Беч, Аустрија                 |                    |
| Скок увис         | 2,31 | Рожле Презељ -79                                                                | 24. јануар 2004.     |             | Љубљана, Словенија            |                    |
| Скок мотком       | 5,62 | Ренер Роберт-94                                                                 | 10. децембар 2013.   |             | Вилербан, Француска           | [ 6 ]              |
| Скок удаљ         | 8,28 | Грегор Цанкар -75                                                               | 7. март 1999.        | СП 1999.    | Маебаши, Јапан                |                    |
| Троскок           | 16,82 | Грегор Цанкар -75                                                               | 16. фебруар 2003.    |             | Љубљана, Словенија            |                    |
| Бацање кугле      | 20,68 | Мирослав Водовник                                                               | 23. фебруар 2008.    |             | Словенска Бистрица, Словенија |                    |
| Седмобој          | 5.894 | Ранко Лесковар                                                                  | 14/15. фебруар 2004. |             | Линц, Аустрија                |                    |
| Седмобој          | 6,93 (60 м), 7,50 (даљ), 13,10 (кугла), 2,05 (вис), 7,98 (60 м препоне), 4,80 (мотка), 2:57,12 (1.000 м) |                                                                                 |                      |             |                               |                    |
| 5.000 м ходање    | 20:57,17                                                                                                 | Милан Балек -50                                                                 | 10. фебруар 1990.    |             | Атина, Грчка                  |                    |
| 4 x 200 м штафета | 1:27,37                                                                                                  | Словенија · М. Стор -75 · Боштјан Хорват -75 · Матија Шестак -72 · Т. Бозич -70 | 17. фебруар 1996.    |             | Беч Аустрија                  |                    |
| 4 х 400 м штафета | 3:22,07                                                                                                  | АД МАСС, Љубљана П. Шајн -83 Н. Радојчич -85 Вид Тршан -87 Ј. Козан -89         | 22. фебруар 2009     |             | Братислава Словачка           |                    |

+ = Резултат постигнут као пролазно време трке на дужој дистанци